# Benhang
Benhang (persiska: بنهنگ) är en ort i Iran.   Den ligger i provinsen Khorasan, i den nordöstra delen av landet, 700 km öster om huvudstaden Teheran. Benhang ligger 1 406 meter över havet och antalet invånare är 827.
Terrängen runt Benhang är huvudsakligen platt, men åt sydväst är den kuperad. Runt Benhang är det ganska glesbefolkat, med 25 invånare per kvadratkilometer. Närmaste större samhälle är Torbat-e Ḩeydarīyeh, 4,4 km söder om Benhang. Runt Benhang är det i huvudsak tätbebyggt.